# Waterkrachtcentrale Buksefjord
De waterkrachtcentrale Buksefjord is de grootste waterkrachtcentrale van Groenland, 48 kilometer ten zuidoosten van de hoofdstad Nuuk.
De centrale ligt in een berg en bestaat uit tunnels. Het water mondt uit in de Buksefjord. Eigenaar is het staatsenergiebedrijf Nukissiorfiit. Om elektriciteit van deze centrale naar de hoofdstad te transporteren werd de Ameralikfjord worden overspannen. Dit is 's werelds grootste overspanning van een bovengrondse hoogspanningslijn van 5,376 meter lang.
In 2023 wordt de centrale uitgebreid door gebruik door gebruik te maken van een tweede meer, Isortuarsuup Tasia, gelegen op ca. 16 km ten zuiden van het huidige stuwmeer Kangerluarsunnguup Tasia door de aanleg van een tunnel tussen beide meren. Hiervoor wordt ook een weg aangelegd met een lengte van 50 km.

## Externe link

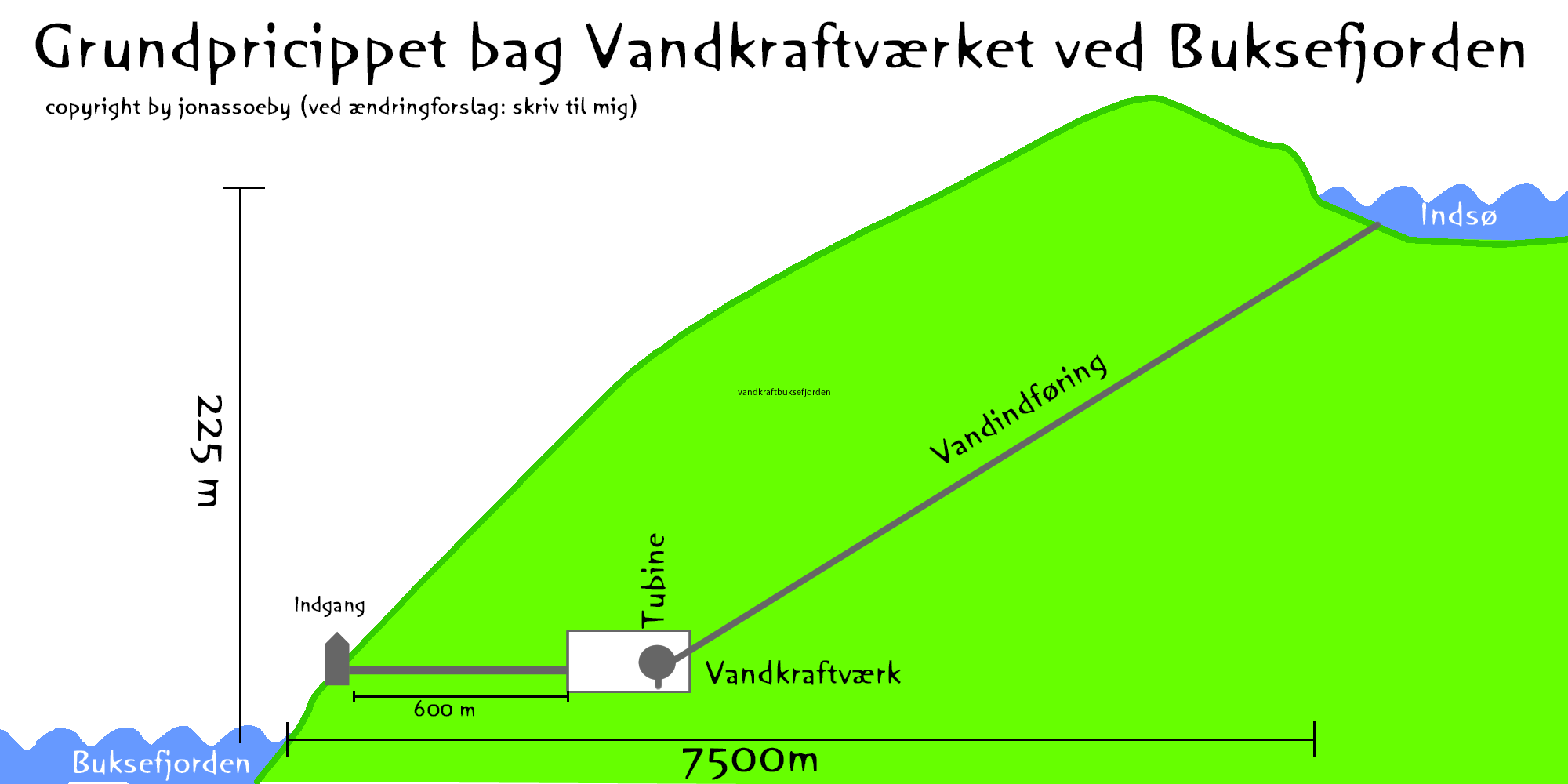